# Petronace di Montecassino
Petronace di Montecassino (Brescia, 670 – Cassino, 747) è stato un abate italiano.
Ricostruì e ripopolò l'Abbazia di Montecassino dopo che era stata distrutta dai Longobardi nel 577. È venerato come santo dalla Chiesa cattolica che lo ricorda il 6 maggio.

## Biografia
Originario di Brescia, Petronace intraprese nel 717 un pellegrinaggio per visitare la tomba di San Benedetto da Norcia e ricostruire l'abbazia di Montecassino su esortazione di Papa Gregorio II. Dell'abbazia rimanevano solo rovine, ma un piccolo numero di eremiti vivevano ancora lì. Petronace, spinto da ardore religioso, rimase con loro, fu eletto superiore e si dedicò a riedificare e ripopolare il monastero facendo tornare da Roma i monaci cassinesi che vi erano rifugiati. Fu per questo chiamato Secondo fondatore di Montecassino.
Per reperire i fondi per la costruzione, fu aiutato dai nobili locali come i longobardi duchi di Benevento. Petronace ricevette dal papa Zaccaria il libro della Regola scritto da san Benedetto in persona.
Furono monaci a Montecassino sotto la sua guida san Sturmio e san Villibaldo.
Petronace rappresentò il presupposto storico per l’instaurarsi del legame spirituale tra Montecassino e l’abbazia di Leno, fondata da re Desiderio. Questo legame si tradusse nell’invio in territorio bresciano di una reliquia del corpo di san Benedetto, donata da Montecassino in cambio di una reliquia di san Faustino, e destinata a divenire oggetto di culto e di successiva indagine storica. Una tradizione maturata in epoca successiva attribuisce a Petronace il ruolo di promotore, se non di fautore, dello scambio di reliquie.
Petronace morì nell'abbazia di Montecassino nel 747.
Nel 2018, a 1300 anni dalla rinascita di Montecassino per sua opera, gli è stata dedicata una giornata di studio, seguita dalla pubblicazione degli atti. Nel 2019 un'altra giornata gli è stata dedicata a Leno.